# Bataillon du Principat
Le Bataillon du Principat est un bataillon de troupes régulières catalanes qui a combattu durant la Guerre des faucheurs l'armée castillane de Philippe IV. La levée avait été faite suivant l'usage Princeps namque
Peu de jours après la victoire des catalans (26 janvier 1641) à Montjuïc (Barcelone), est arrivée le 14 février l'aide de l'armée française de terre de Philippe de La Mothe-Houdancourt et de l'armée de Jean Armand de Maillé-Brézé. Le 25 février était rassemblé le Bataillon du Principat constitué en armée régulière qui allait lutter aux côtés de l'armée française. Il était fort de 5 000 soldats d'infanterie, divisés en 4 tercios de 1 250 hommes répartis en 10 compagnies de 125 hommes chacune et dirigé par Josep Sacosta, et de 500 cavaliers répartis en 8 compagnies commandés par Josep d'Ardena. Ces hommes étaient payés grâce à l'impôt du bataillon.
« La Catalogne forme un bataillon de cinq mille fantassins et cinq cents cavaliers (...) montés et armés. S'était réunie dans ce but, le vingt-cinq février mille six cent quarante deux [?], une assemblée à la Députation (...). Elle était présidée par don Miguel de Torralla, avec l'assistance des députés de Catalogne, et un conseiller de Barcelone. On a nommé comme commandant de ce bataillon don Joseph Sacosta, et comme commandant de la cavalerie don Joseph d'Ardena (...). »
— Francesc P. de Panno